# Elizabeth Waldegrave
Lady Elizabeth Waldegrave, contessa di Cardigan (26 maggio 1758 – Londra, 23 giugno 1823), è stata una nobildonna inglese.

## Biografia
Era la figlia di John Waldegrave, III conte Waldegrave, e di sua moglie, Lady Elizabeth Leveson-Gower.

## Matrimonio
Sposò, il 28 aprile 1791, James Brudenell, V conte di Cardigan, figlio di George Brudenell, III conte di Cardigan, e di sua moglie, Lady Elizabeth Bruce, divenendone la seconda moglie. Non ebbero figli.
Ha ricoperto la carica di Lady of the Bedchamber della Regina consorte tra il 1793 e il 1807.

## Morte
Morì il 23 giugno 1823 a Seymour Place, Londra. Fu sepolta il 1º luglio dello stesso anno a Navestock.

## Ascendenza
|                                       |                                    |                                                 | Genitori                                          |  |  | Nonni |  |  | Bisnonni                              |  |  | Trisnonni                             |  |
|                                       |                                    |                                                 |                                                   |  |  |       |  |  | Henry Waldegrave, I barone di Chewton |  |  | Sir Charles Waldegrave, III baronetto |  |
|                                       |                                    |                                                 |                                                   |  |  |       |  |  | Henry Waldegrave, I barone di Chewton |  |  | Sir Charles Waldegrave, III baronetto |  |
|                                       |                                    | Eleanor Englefield                              |                                                   |  |  |       |  |  | Henry Waldegrave, I barone di Chewton |  |  |                                       |  |
| James Waldegrave, I conte Waldegrave  |                                    |                                                 |                                                   |  |  |       |  |  | Henry Waldegrave, I barone di Chewton |  |  |                                       |  |
|                                       |                                    | Lady Henrietta FitzJames                        | James II, re d'Inghilterra, di Scozia e d'Irlanda |  |  |       |  |  |                                       |  |  |                                       |  |
|                                       |                                    | Lady Henrietta FitzJames                        | James II, re d'Inghilterra, di Scozia e d'Irlanda |  |  |       |  |  |                                       |  |  |                                       |  |
|                                       |                                    | Lady Henrietta FitzJames                        | Arabella Churchill                                |  |  |       |  |  |                                       |  |  |                                       |  |
| John Waldegrave, III conte Waldegrave |                                    | Lady Henrietta FitzJames                        |                                                   |  |  |       |  |  |                                       |  |  |                                       |  |
|                                       |                                    | Sir John Webbe, III baronetto                   | Sir John Webbe, II baronetto                      |  |  |       |  |  |                                       |  |  |                                       |  |
|                                       |                                    | Sir John Webbe, III baronetto                   | Sir John Webbe, II baronetto                      |  |  |       |  |  |                                       |  |  |                                       |  |
|                                       |                                    | Sir John Webbe, III baronetto                   | Mary Blomer                                       |  |  |       |  |  |                                       |  |  |                                       |  |
| Mary Webbe                            |                                    | Sir John Webbe, III baronetto                   |                                                   |  |  |       |  |  |                                       |  |  |                                       |  |
|                                       |                                    | Barbara Belasyse                                | John Belasyse, I barone Belasyse                  |  |  |       |  |  |                                       |  |  |                                       |  |
|                                       |                                    | Barbara Belasyse                                | John Belasyse, I barone Belasyse                  |  |  |       |  |  |                                       |  |  |                                       |  |
|                                       |                                    | Barbara Belasyse                                | Lady Anne Paulet                                  |  |  |       |  |  |                                       |  |  |                                       |  |
| Lady Elizabeth Waldegrave             |                                    | Barbara Belasyse                                |                                                   |  |  |       |  |  |                                       |  |  |                                       |  |
|                                       | John Leveson-Gower, I barone Gower | Sir William Leveson-Gower, IV baronetto         |                                                   |  |  |       |  |  |                                       |  |  |                                       |  |
|                                       | John Leveson-Gower, I barone Gower | Sir William Leveson-Gower, IV baronetto         |                                                   |  |  |       |  |  |                                       |  |  |                                       |  |
|                                       | John Leveson-Gower, I barone Gower | Lady Jane Granville                             |                                                   |  |  |       |  |  |                                       |  |  |                                       |  |
| John Leveson-Gower, I conte Gower     | John Leveson-Gower, I barone Gower |                                                 |                                                   |  |  |       |  |  |                                       |  |  |                                       |  |
|                                       |                                    | Lady Catherine Manners                          | John Manners, I duca di Rutland                   |  |  |       |  |  |                                       |  |  |                                       |  |
|                                       |                                    | Lady Catherine Manners                          | John Manners, I duca di Rutland                   |  |  |       |  |  |                                       |  |  |                                       |  |
|                                       |                                    | Lady Catherine Manners                          | Hon. Catherine Wriothesley Noel                   |  |  |       |  |  |                                       |  |  |                                       |  |
| Lady Elizabeth Leveson-Gower          |                                    | Lady Catherine Manners                          |                                                   |  |  |       |  |  |                                       |  |  |                                       |  |
|                                       |                                    | Evelyn Pierrepont, I duca di Kingston-upon-Hull | Robert Pierrepont                                 |  |  |       |  |  |                                       |  |  |                                       |  |
|                                       |                                    | Evelyn Pierrepont, I duca di Kingston-upon-Hull | Robert Pierrepont                                 |  |  |       |  |  |                                       |  |  |                                       |  |
|                                       |                                    | Evelyn Pierrepont, I duca di Kingston-upon-Hull | Elizabeth Evelyn                                  |  |  |       |  |  |                                       |  |  |                                       |  |
| Lady Evelyn Pierrepont                |                                    | Evelyn Pierrepont, I duca di Kingston-upon-Hull |                                                   |  |  |       |  |  |                                       |  |  |                                       |  |
|                                       |                                    | Lady Mary Feilding                              | William Feilding, III conte di Denbigh            |  |  |       |  |  |                                       |  |  |                                       |  |
|                                       |                                    | Lady Mary Feilding                              | William Feilding, III conte di Denbigh            |  |  |       |  |  |                                       |  |  |                                       |  |
|                                       |                                    | Lady Mary Feilding                              | Mary King                                         |  |  |       |  |  |                                       |  |  |                                       |  |
|                                       |                                    | Lady Mary Feilding                              |                                                   |  |  |       |  |  |                                       |  |  |                                       |  |